# Adlullia helladia
Adlullia helladia är en fjärilsart som beskrevs av Stoll 1782. Adlullia helladia ingår i släktet Adlullia och familjen tofsspinnare. Inga underarter finns listade i Catalogue of Life.